# Capitán de Puerto de Valparaíso

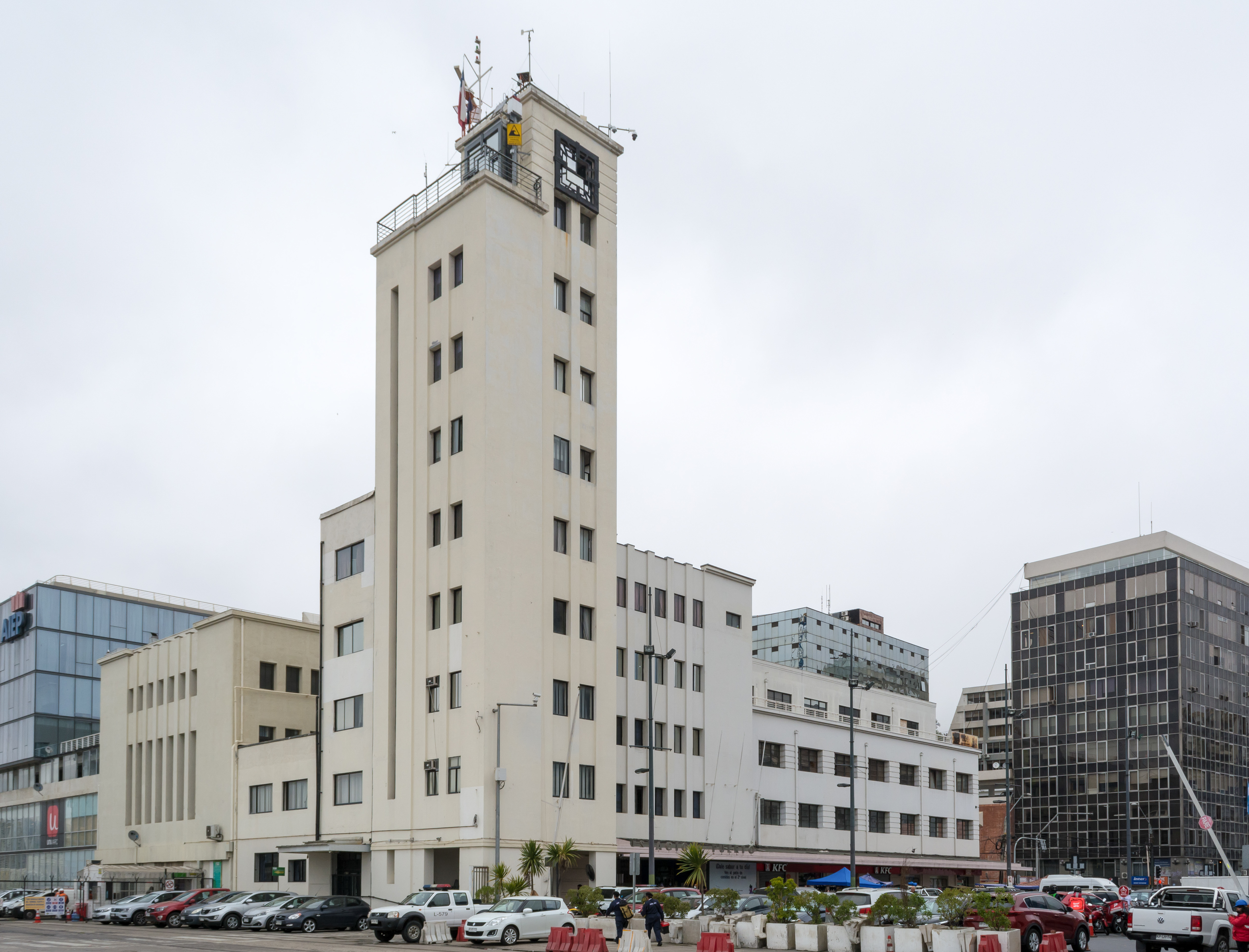
Capitanía de Puerto de Valparaíso

El Capitán de Puerto de Valparaíso corresponde a la más emblemática autoridad en Chile que ostenta dicho cargo, independiente de las cantidades de cargas que pudiesen transitar por otros puertos. 
Esta autoridad de la República, se alberga en la Capitanía de Puerto de Valparaíso, ubicada actualmente en uno de los históricos edificios torres cercanos al muelle Prat de Valparaíso, donde él, junto a un centenar de subordinados que trabajan bajo su doctrina y el cumplimiento de las leyes y reglamentos vigentes y en un sinnúmero de áreas, le corresponde tramitar, decidir y resolver sobre las materias inherentes a su cargo. Es por ello, que teniendo presente la importancia, tanto para el país como mediática que posee dicho puerto, junto a las ciudades aledañas como Viña del Mar y Concón, es que es considerado la Autoridad Marítima de mayor relevancia en Chile. 
Para desarrollar su actuar diario, el Capitán de Puerto de Valparaíso posee unidades, personal y Alcaldías de Mar a lo largo de su jurisdicción, los cuales son un brazo ejecutor en terreno para el cumplimiento de sus instrucciones, ejerciendo en todo momento el cumplimiento de la normativa nacional. Su jurisdicción, se encuentra tipificada en el Decreto Nº 991 del Ministerio de Defensa Nacional, y esta "comprende desde el paralelo 32° 54' 58" S. (ribera Norte del río Aconcagua) por el Norte, hasta el paralelo 33° 16' 25" S. (Punta Tunquén) por el Sur", debiendo controlar, fiscalizar y hacer cumplir las leyes en el territorio nacional, desde los 80 metros medidos desde la línea de pleamar establecidas por la Dirección General del Territorio Marítimo y Marina Mercante, hasta las 12 millas náuticas mar adentro, espacio comprendido como el mar territorial de Chile. Además, debe cumplir con las tareas de búsqueda y rescate marítimo, como también la fiscalización de la Ley General de Pesca y Acuicultura en la Zona Económica Exclusiva.
Sus tareas diarias, resumidamente las podemos indicar de la siguiente forma:
Ejercer la Policía Marítima en su área de competencia, como también, fiscalizar concesiones marítimas, puertos, playas y terrenos de playa, embarcaciones menores, faenas de buceo, verificar temas medio ambientales, del personal marítimo embarcado, efectuar inspecciones a naves, tomar exámenes para la obtención de títulos, ser diligente en temas de seguridad, entre otros.
Según la historia, el primer Capitán de Puerto de Valparaíso fue el marino francés Juan José Tortel Maschet, nombrado en 1810 por la Junta de Gobierno. 

### Capitanes de Puerto de Valparaíso
- Juan José Tortel Maschet; 1810.
- Sin información; 1810-1999
- Capitán de Corbeta LT Felipe Encina Vega; 1999.
- Capitán de Fragata LT Claudio Ortiz Sepúlveda; 2000.
- Capitán de Fragata LT Daniel Sarzosa Bustos, 2001 - 2002.
- Capitán de Fragata LT Luis Burgos Velásquez; 2003 - 2004.
- Capitán de Fragata LT Felipe Encina Vega; 2005 - 2006.
- Capitán de Fragata LT Eduardo Hidalgo Astudillo; 2007.
- Capitán de Fragata LT Rodrigo Vattuone Garcés; 2008 - 2010.
- Capitán de Fragata LT Manuel Cofré Lizana; 2011.
- Capitán de Fragata LT Antonio Garriga Varela; 2012 - 2013.
- Capitán de Fragata LT Zvonimir Yuras Cárdenas; 2014.
- Capitán de Fragata LT Nelson Saavedra Inostroza; 2015.
- Capitán de Fragata LT Sigfrido Ramírez Braun; 2016 - 2017.
- Capitán de Fragata LT Daniel González Salinas; 2018 - 2019.
- Capitán de Fragata LT Ricardo Alcaíno Trincado; 2020 - 2021.
- Capitán de Fragata LT Ricardo Barrios Iturría; 2021 - 2022.
- Capitán de Fragata LT Ignacio Ortiz Díaz; 2023 - 2024.
- Capitán de Fragata LT David López Stancic; 2025- Actual.